# Tour de Sharjah
El Tour de Sharjah es una carrera ciclista  que se disputa en los Emiratos Árabes Unidos, en el emirato de Sharjah a finales del mes de enero (edición 2018). Entre 2012 y 2013 se denominó como Sharjah International Cycling Tour.
Se creó en 2012 como amateur y desde 2013 es profesional perteneciendo al UCI Asia Tour, dentro de la categoría 2.2 (última categoría del profesionalismo). En 2016 ascendió a la categoría 2.1.

## Palmarés
| Año                               | Ganador                  | Segundo           | Tercero           |
| --------------------------------- | ------------------------ | ----------------- | ----------------- |
| 2012                              | Yousef Mirza Bani Hammad |                   |                   |
| 2013                              | Roman van Uden           | Youcef Reguigui   | Hassan Al Marwi   |
| 2014                              | Yousef Mirza Bani Hammad | Soufiane Haddi    | Paco Mancebo      |
| 2015                              | Soufiane Haddi           | Andrea Palini     | Paco Mancebo      |
| 2016                              | Adil Jelloul             | Paco Mancebo      | Stanislau Bazhkou |
| 2017 edición no realizada         |                          |                   |                   |
| 2018                              | Javi Moreno Bazán        | Thomas Lebas      | Nikolay Mihaylov  |
| 2019-2021 ediciones no realizadas |                          |                   |                   |
| 2022                              | Grega Bole               | Eusebio Pascual   | Cyrus Monk        |
| 2023                              | Adne van Engelen         | Ariya Phounsavath | Rudolf Remkhi     |
| 2024                              | Gal Glivar               | Miguel Heidemann  | Anatoliy Budyak   |
| 2025                              | Josh Kench               | Josh Burnett      | Rein Taaramäe     |

Nota: La edición 2012 fue amateur.

## Palmarés por países
| País                   | Victorias |
| ---------------------- | --------- |
| Marruecos              | 2         |
| Eslovenia              | 2         |
| Nueva Zelanda          | 2         |
| Emiratos Árabes Unidos | 1         |
| Moldavia               | 1         |
| España                 | 1         |
| Países Bajos           | 1         |